# Čtvero Alp
Čtvero Alp (Four Alps) je rakouský zhruba hodinový dokumentární film. Pojednává o Evropských, Asijských, Australských a Novozélandských Alpách. Premiéru měl v roce 2008, v Česku byl vysílan třeba na ČT2 nebo na Viasat Nature. 